# Zaid Krouch
Zayd Karouch, ou Zaid Karouch, est un footballeur marocain né le 21 janvier 1991. Il évolue au poste de milieu de terrain au Moghreb de Tétouan et porte le numéro 10 au sein de ce club.

## Biographie

### Club
Formé au Moghreb de Tétouan, il intègre l'équipe A en 2011 à l'âge de 20 ans seulement. Il obtient le numéro 10 après le départ de Yassine Lakhal au Wydad de Casablanca.
Zayd Karouch remporte le Championnat du Maroc en 2012, en étant également élu meilleur espoir du championnat.

### Sélection
Zayd Karouch est sélectionné en 2012 par Éric Gerets pour intégrer l'équipe du Maroc des locaux afin de disputer la Coupe arabe. Le Maroc remporte cette coupe mais Zayd Karouch ne joue qu'un seul match lors de ce tournoi.
| Caps | Date       | Lieu   | Match         | Score | Compétition  |
| ---- | ---------- | ------ | ------------- | ----- | ------------ |
| 1    | 29/06/2012 | Jeddah | Yemen - Maroc | 0 - 4 | Coupe Arabes |

## Palmarès
Moghreb de Tétouan
- Championnat du Maroc
  - Champion en 2012
  - Champion en 2014

 Maroc
- Coupe arabe des nations
  - Vainqueur en 2012

### Distinctions personnelles
- Élu meilleur espoir du Championnat du Maroc en 2012